# Franz Xaver Trost
Franz Xaver Trost (zm. 1977) – zbrodniarz hitlerowski, członek załogi obozu koncentracyjnego Dachau.
Esesman, który w latach 1944–1945 pełnił służbę w Kaufering, jednym z obozy podobozów KL Dachau. Mordował i maltretował więźniów, również podczas ewakuacji obozu. W procesie przed zachodnioniemieckim Sądem w Augsburgu w 1950 Trost skazany został na dożywocie za zamordowanie czterech więźniów Kaufering i maltretowanie wielu innych. W 1973 roku skończył odbywanie kary, a 4 lata później zmarł. 